# U-475 Black Widow
L'U-475 Black Widow est un sous-marin soviétique de classe Foxtrot (Projet 641) construit pendant la guerre froide. Il est actuellement amarré à Strood, sur le fleuve Medway, dans l'Angleterre du Sud-Est.

## Historique
Le Black Widow, ce qui signifie « veuve noire » en français, a été construit au chantier naval Soudomekh de Leningrad et mis en service en 1967. Il était basé à Riga et a servi avec la flotte de la Baltique, avant d’être utilisé comme navire d’entraînement pour les équipages étrangers prochainement déployés à bord avec leurs marines respectives. Il a été mis hors service en 1994 et vendu.

### Navire-musée

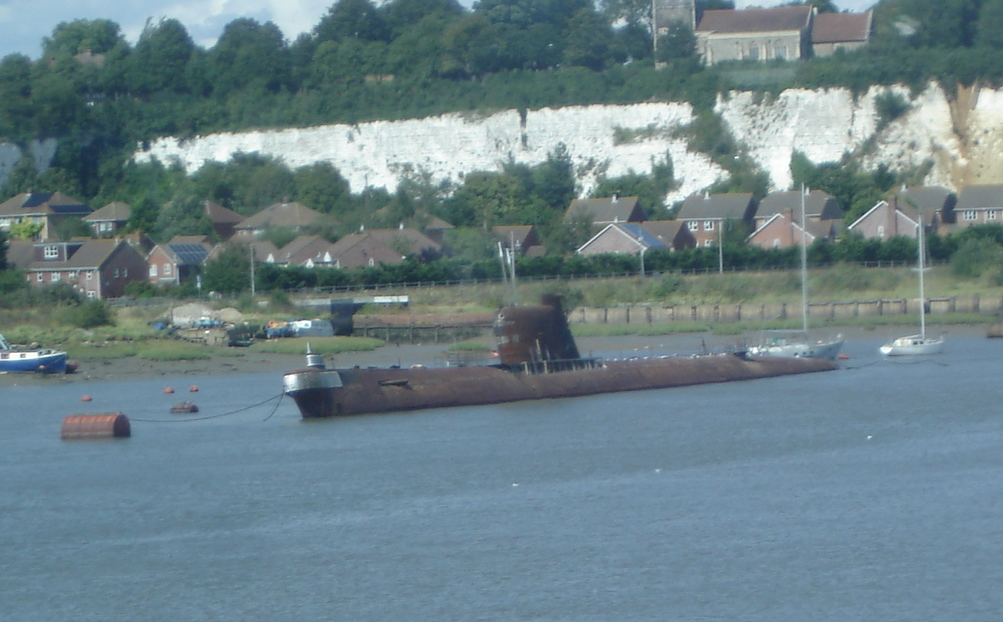
Le sous-marin en 2014.

Après plusieurs changements de propriétaires sous le nom de U-475 Black Widow, il est amarré à Long's Wharf, près de la barrière de la Tamise en Angleterre, où il est ouvert au public en tant que navire musée. En 1998, il rejoint Folkestone et est de nouveau exposé. Il est finalement déplacé en 2004 et actuellement dans un état de délabrement avancé, étant en attente de restauration,.

## Appellation
Le sous-marin est actuellement appelé « Foxtrot B-39 U-475 Black Widow » ; la désignation « B » désigne Bolchaïa (« grande ») et a été utilisée par la marine soviétique pendant la guerre froide. Un autre Foxtrot B-39 existe également; il est actuellement amarré à San Diego en tant que navire musée, au Musée maritime de San Diego.
Le nom « Black Widow » et la désignation « U-475 » lui ont été donnés par ses propriétaires successifs ; les sous-marins soviétiques n’étaient généralement pas nommés, la « U- » n’était pas utilisée par les Soviétiques et aucun des Foxtrot connus ne portait le numéro « -475 ».
Pendant son service soviétique, il était en fait appelé B-49 et a servi dans la flotte du Nord jusqu'en novembre 1974, date à laquelle il a été réaffecté dans la Baltique.